# Volvarina borroi
Volvarina borroi is een slakkensoort uit de familie van de Marginellidae. De wetenschappelijke naam van de soort is voor het eerst geldig gepubliceerd in 1998 door Espinosa & Ortea.